# Маркета Вондроушова
Маркета Вондроушова (чеськ. Markéta Vondroušová, 28 червня 1999) — чеська тенісистка, срібна призерка Літніх Олімпійських ігор 2020 року в Токіо.

## Спортивна кар'єра
На юніорському рівні Вондроушова виграла два турніри Великого шлему в парному розряді: Відкритий чемпіонат Австралії 2015 та Відкритий чемпіонат Франції 2015. В обох вона грала в парі зі своєю землячкою Міріам Колодзейовою. 
Свій перший турнір WTA на дорослому рівні Маркета виграла у швейцарському місті Біль у квітні 2017 року на турнірі Ladies Open Biel Bienne.
31 липня 2021 року стала срібною призеркою Літніх Олімпійських ігор 2020 року в Токіо в одиночному розряді.
15 липня 2023 виграла свій перший титул Великого шлема, здолавши у фіналі Вімблдону тенісистку з Тунісу Унс Джабір з рахунком 6:4, 6:4.

## Фінали турнірів Великого шлему

### Одиночний розряд: 2 фінали
| Результат | Рік  | Турнір                      | Поверхня | Супротивниця | Рахунок  |
| --------- | ---- | --------------------------- | -------- | ------------ | -------- |
| Поразка   | 2019 | Відкритий чемпіонат Франції | Ґрунт    | Ешлі Барті   | 1–6, 3–6 |
| Перемога  | 2023 | Вімблдонський турнір        | Трава    | Онс Жабер    | 6–4, 6–4 |

## Фінали турнірів WTA

### Одиночний розряд
| Легенда                           |
| --------------------------------- |
| Турніри Великого шлему (1–1)      |
| Теніс на Олімпійських іграх (0–1) |
| Турніри WTA 1000 (0–0)            |
| Турніри WTA 500 (1–0)             |
| Турніри WTA 250 (1–2)             |

| Фінали за покриттям |
| ------------------- |
| Тверде (1–2)        |
| Ґрунт (0–2)         |
| Трава (2–0)         |

| Фінали за умовами    |
| -------------------- |
| Відкритий корт (3–2) |
| Закритий корт (0–2)  |

| Результат | В-П | Дата     | Турнір                                        | Категорія   | Поверхня      | Супротивниця       | Рахунок              |
| --------- | --- | -------- | --------------------------------------------- | ----------- | ------------- | ------------------ | -------------------- |
| Перемога  | 1–0 | Кві 2017 | Ladies Open Lugano, Швейцарія                 | Міжнародний | Тверда (зала) | Анетт Контавейт    | 6–4, 7–6(8–6)        |
| Поразка   | 1–1 | Лют 2019 | Hungarian Ladies Open, Будапешт               | Міжнародний | Тверда (зала) | Алісон ван Ейтванк | 6–1, 5–7, 2–6        |
| Поразка   | 1–2 | Кві 2019 | İstanbul Cup, Туреччина                       | Міжнародний | Ґрунт         | Петра Мартич       | 6–1, 4–6, 1–6        |
| Поразка   | 1–3 | Чер 2019 | Відкритий чемпіонат Франції з тенісу, Франція | Grand Slam  | Ґрунт         | Ешлі Барті         | 1–6, 3–6             |
| Поразка   | 1–4 | Лип 2021 | Теніс на літніх Олімпійських іграх 2020       | Olympics    | Тверде        | Белінда Бенчич     | 5–7, 6–2, 3–6        |
| Перемога  | 2–4 | Лип 2023 | Вімблдонський турнір, Велика Британія         | Grand Slam  | Трава         | Унс Джабір         | 6–4, 6–4             |
| Перемога  | 3–4 | Чер 2025 | German Open, Німеччина                        | WTA 500     | Трава         | Ван Сіньюй         | 7–6(12–10), 4–6, 6–2 |

### Парний розряд: 3 (поразки)
| Легенда                       |
| ----------------------------- |
| Турніри Великого шолома (0–0) |
| WTA Фінали (0–0)              |
| WTA 1000 (0–1)                |
| WTA 500 (0–1)                 |
| WTA 250 (0–1)                 |

| Фінали за покриттям |
| ------------------- |
| Тверде (0–1)        |
| Ґрунт (0–1)         |
| Трава (0–1)         |

| Фінали за умовами    |
| -------------------- |
| Відкритий корт (0–3) |
| Закритий корт (0–0)  |

| Результат | В-П | Дата     | Турнір                            | Категорія | Покриття | Партнер             | Опоненти                     | Рахунок                |
| --------- | --- | -------- | --------------------------------- | --------- | -------- | ------------------- | ---------------------------- | ---------------------- |
| Поразка   | 0–1 | Тра 2021 | Мастерс Рим, Італія               | WTA 1000  | Ґрунт    | Крістіна Младенович | Шерон Фічмен Джуліана Ольмос | 6–4, 5–7, [5–10]       |
| Поразка   | 0–2 | Січ 2022 | Adelaide International, Австралія | WTA 250   | Тверде   | Тереза Мартінцова   | Ері Ходзумі Макото Ніномія   | 6–1, 6–7(4–7), [7–10]  |
| Поразка   | 0–3 | Чер 2023 | German Open, Німеччина            | WTA 500   | Трава    | Катержина Сінякова  | Луїза Стефані Каролін Гарсія | 6–4, 6–7(8–10), [4–10] |

## Зовнішні посилання
- Досьє на сайті WTA [Архівовано 17 квітня 2017 у Wayback Machine.]